# Robert Gordon (brydżysta)
Robert (Robb) M. Gordon (ur.  1956 – Sedona) – amerykański brydżysta.

## Wyniki brydżowe

### Zawody światowe
W światowych zawodach zdobył następujące lokaty:
| Mistrzostwa Świata. Konkurencja teamów | Mistrzostwa Świata. Konkurencja teamów | Mistrzostwa Świata. Konkurencja teamów | Mistrzostwa Świata. Konkurencja teamów | Mistrzostwa Świata. Konkurencja teamów | Mistrzostwa Świata. Konkurencja teamów |
| Rok                                    | Miejsce                                | Zawody                                 | Kategoria                              | Drużyna                                | Pozycja                                |
| -------------------------------------- | -------------------------------------- | -------------------------------------- | -------------------------------------- | -------------------------------------- | -------------------------------------- |
| 2010                                   | Filadelfia                             | 13. Seria Mistrzostw Świata            | Miksty                                 | Steelers                               | 3                                      |

| Mistrzostwa Świata. Konkurencja par | Mistrzostwa Świata. Konkurencja par | Mistrzostwa Świata. Konkurencja par | Mistrzostwa Świata. Konkurencja par | Mistrzostwa Świata. Konkurencja par | Mistrzostwa Świata. Konkurencja par |
| Rok                                 | Miejsce                             | Zawody                              | Kategoria                           | Partner                             | Pozycja                             |
| ----------------------------------- | ----------------------------------- | ----------------------------------- | ----------------------------------- | ----------------------------------- | ----------------------------------- |
| 2010                                | Filadelfia                          | 13. Mistrzostwa Świata              | Open IMP                            | Linda Gordon                        | 90                                  |
| 2006                                | Werona                              | 12. Mistrzostwa Świata              | Open IMP                            | Linda Gordon                        | 36                                  |
| 2006                                | Werona                              | 12. Mistrzostwa Świata              | Miksty                              | Linda Gordon                        | 197                                 |
| 2002                                | Montreal                            | 11. Mistrzostwa Świata              | Miksty                              | Linda Gordon                        | 132                                 |
| 1994                                | Albuquerque                         | 9. Mistrzostwa Świata               | Miksty                              | Linda Gordon                        | 36                                  |

## Klasyfikacja
- Robert Gordon – klasyfikacja WBF (ang.)